# Bifrenaria steyermarkii
Bifrenaria steyermarkii é uma espécie de orquídea epífita de crescimento cespitoso do sudeste da Venezuela, Guiana e Roraima, no Brasil, onde habita florestas secas ou úmidas e abertas, próxima ao solo. Trata-se de espécie completamente diferente de todas as outras Bifrenaria pois apresenta uma inflorescência muito longa e com muitas flores espaçadas e estreitas, tombadas para baixo. Estudos moleculares recentes parecem afastar esta espécie de Bifrenaria no entanto ainda nenhuma alternativa de classificação foi publicada ainda. Foi descrita originalmente como Xylobium.